# Armes d'alarme
 (mai 2020).
Si vous disposez d'ouvrages ou d'articles de référence ou si vous connaissez des sites web de qualité traitant du thème abordé ici, merci de compléter l'article en donnant les références utiles à sa vérifiabilité et en les liant à la section « Notes et références ».

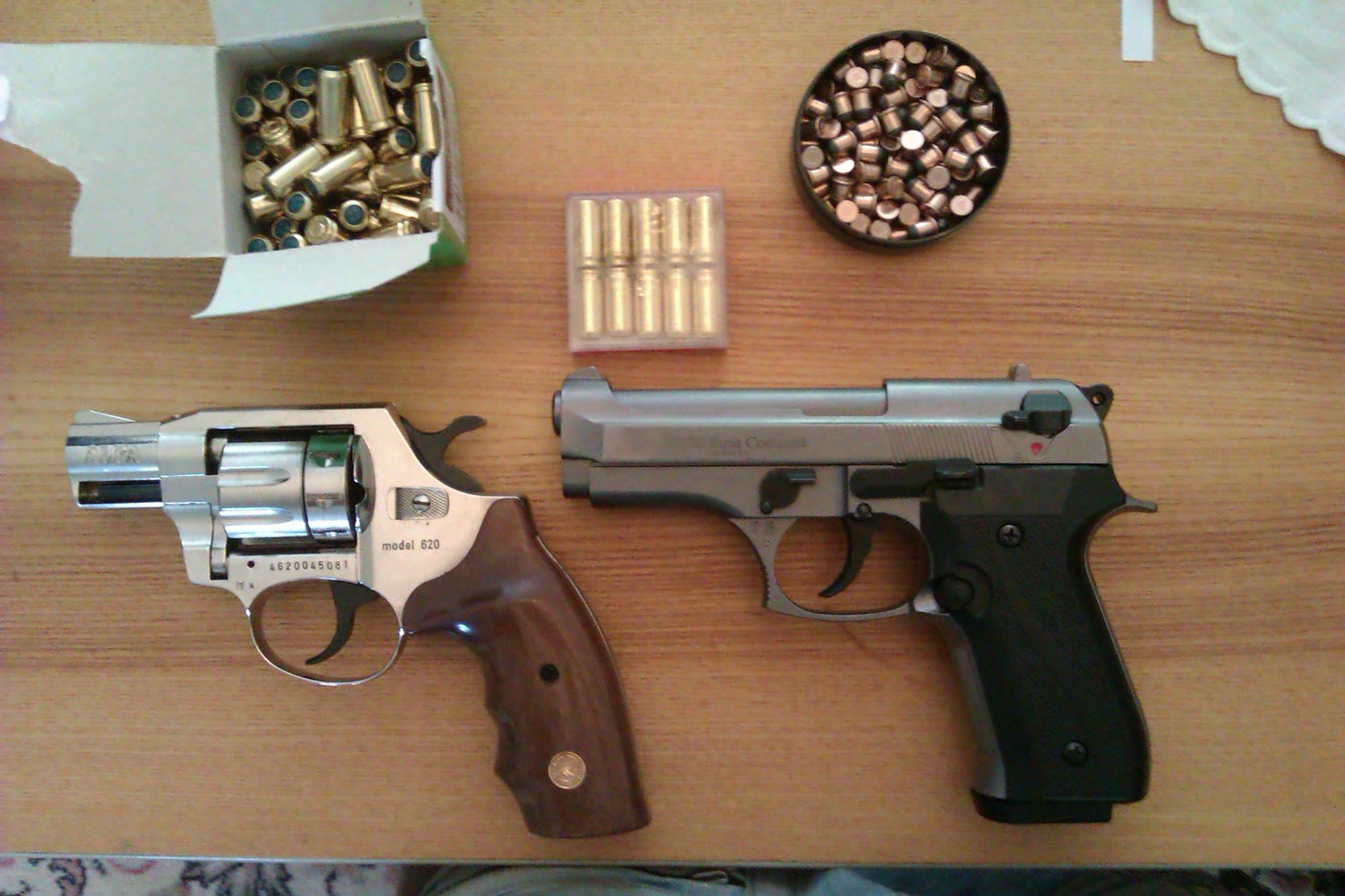
Un pistolet d'alarme Erol Firah inspiré du Beretta Cheetah (à droite) et un révolver d'alarme Alfa Holek 380 (à gauche).

Les armes d'alarme ou pistolets de défense sont souvent des répliques d'arme à feu célèbres comme les pistolets Glock 17 et 26 et autres revolvers tels le Colt Python, mais elles n’utilisent que des cartouches à blanc. Ces armes peuvent toutefois propulser du gaz CS ou du gaz au poivre selon les munitions qui sont utilisées. Des variantes de ces pistolet de défense peuvent tirer des balles en caoutchouc avec un adaptateur.

## Fiche du révolverAlfa Holek380 illustré
- Fabricant : Alfa Proj
- Pays d'origine : Tchéquie
- Mécanisme : simple/double action
- Matériaux : Acier (canon et barillet) et Zamac (carcasse). Plaquette de crosse en bois (voir photo).
- Calibre : 9 mm
- Munition : .380 Knall
- Longueur du canon : 5 (voir photo) ou 10 cm
- Longueur du révolver : 17,5 (voir photo) ou 23 cm
- Masse du révolver vide : 0,7 (voir photo) ou 0,8 kg
- Capacité du barillet : 6 coups

## Les armes d'alarme à l'écran
L'utilisation d'armes de poing d'alarme tirant à blanc est également fréquente lors des tournages de cinéma et de télévision.
- Revolvers : 
  - Ainsi le Bruni Magnum, réplique italienne du Colt Python est l'arme de l'enquêteur Justin N'Gguma, joué par Mouss Diouf, dans la série Julie Lescaut et est utilisé par de nombreux criminels dans la série Nestor Burma.
  - La reproduction italienne du S&W M36, le Riva Esterina Dobermann, est visible dans les mains de Luc Merenda interprétant Mario Colella dans le néo-polar italien Colère noire.
  - Le révolver Alfa Holek 380 (muni d'un canon de 10 cm) est visible dans les mains d'un truand (Oumar Diaouré) dans Diamant 13.
- Pistolets automatiques :
  - Marie (Vahina Giocante) dans Marie Baie des Anges ainsi que Ben et Rémy (Benoît Poelvoorde et Rémy Belvaux) dans C'est arrivé près de chez vous utilisent la réplique italienne du Colt M1911A1.